# Праца (Лодзинське воєводство)
Праца (пол. Praca) — село в Польщі, у гміні Воля-Кшиштопорська Пйотрковського повіту Лодзинського воєводства.
Населення — 138 осіб (2011).
У 1975-1998 роках село належало до Пйотрковського воєводства.

## Демографія
Демографічна структура станом на 31 березня 2011 року:
|          | Загалом | Допрацездатний вік | Працездатний вік | Постпрацездатний вік |
| -------- | ------- | ------------------ | ---------------- | -------------------- |
| Чоловіки | 75      | 18                 | 49               | 8                    |
| Жінки    | 63      | 11                 | 35               | 17                   |
| Разом    | 138     | 29                 | 84               | 25                   |